# Inga Nielsen
Inga Elisabeth Nielsen (født 2. juni 1946 i Holbæk, død 10. februar 2008 i Gentofte) var en dansk operasangerinde (sopran), som havde en stor international karriere. Hun var uddannet i Wien og Stuttgart og debuterede i Gelsenkirchen i 1971. Hun medvirkede i 1977 ved Herbert von Karajans påskefestspil i Salzburg og optrådte i august 1993 sammen med Plácido Domingo ved den store friluftskoncert i Parken i København.
Gift med operasangeren Robert Hale. Ridder af Dannebrog.
Begravet på Hørsholm Kirkegård.

## Æresbevisninger
- 1980 – Musikanmeldernes Ærespris
- 1984 – Aksel Schiøtz-prisen
- 1984 – Tagea Brandts Rejselegat
- 1986 – Ingrid Jespersens Legat
- 1987 – Elisabeth Dons' Mindelegat
- 1992 – Ridder af Dannebrogordenen
- 1992 – Operaens Venners Pris
- 1994 – SAS Royal Hotels Kulturpris
- 1995 – Läkerols Kulturpris
- 1998 – Kongelig kammersanger